# Schirn Kunsthalle Frankfurt

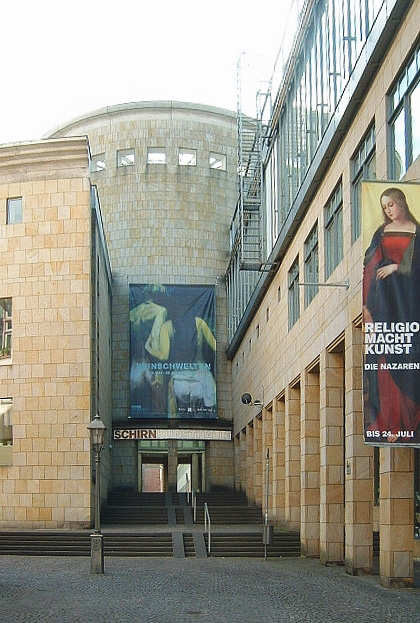
Foyer Schirn Kunsthalle

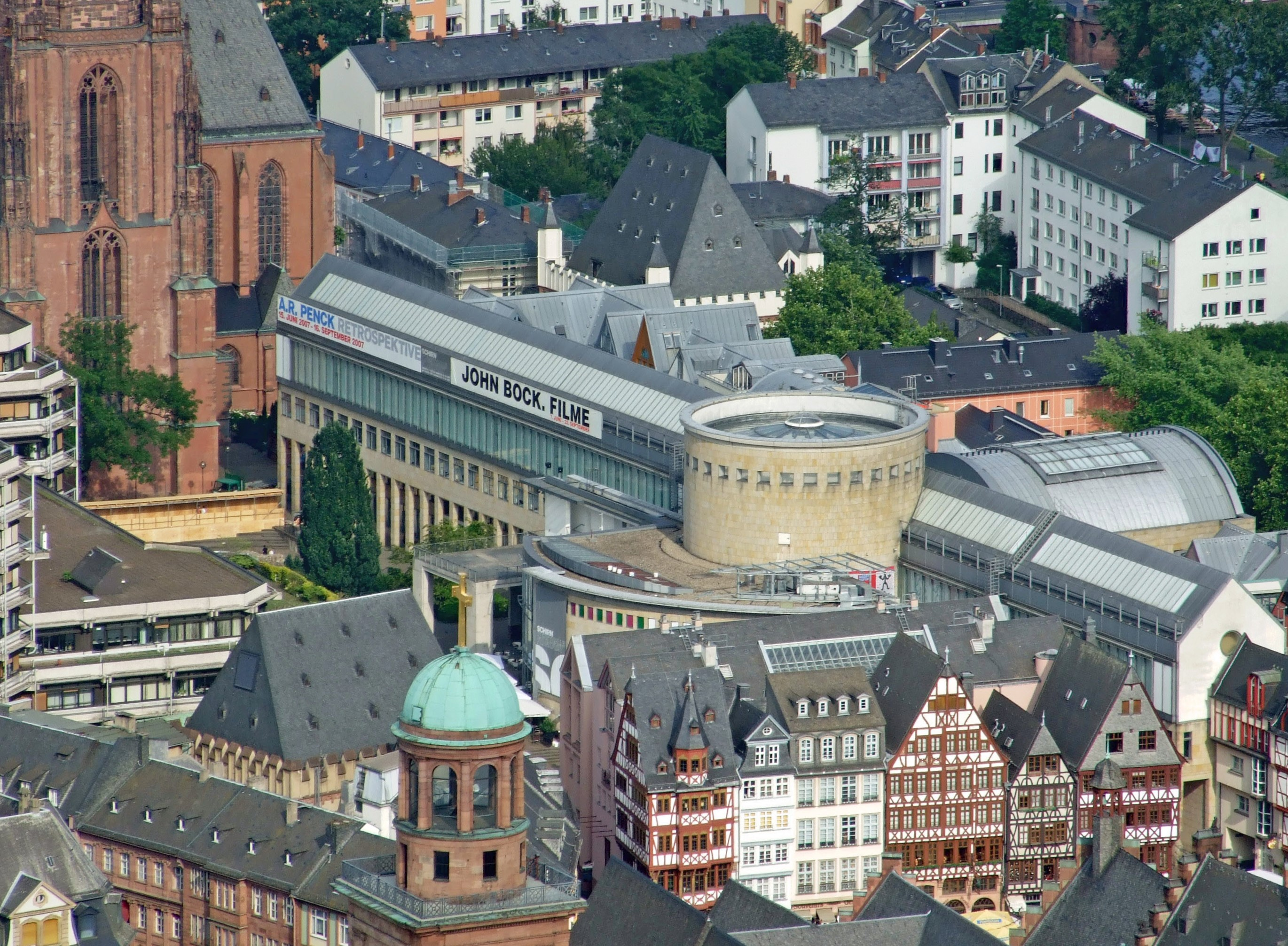
Schirn

De Schirn Kunsthalle Frankfurt is een tentoonstellingsgebouw, gelegen aan de Römerberg in het stadsdeel Altstadt van Frankfurt am Main. 
De Schirn Kunsthalle behoort tot de meest gerenommeerde van Europa en organiseert regelmatig tentoonstellingen met internationale musea, zoals Centre Pompidou in Parijs, Tate Modern in Londen, Guggenheim Museum en Museum of Modern Art in New York en Hermitage Museum in Sint-Petersburg.
De Schirn Kunsthalle werd ontworpen door Architekturbüro BJSS (Dietrich Bangert, Bernd Jansen, Stefan Jan Scholz en Axel Schultes) en werd in 1986 voor het publiek geopend. De kunsthal ligt tussen de Römerberg en de Kaiserdom Sint-Bartholomeus.

## Geschiedenis
De naam "Schirn" is afgeleid van de oorspronkelijke locatie. Het woord betekende open verkoopstal en komt van het Oudhoogduitse "scranna", werd via het Middelhoogduits "Schranne" en nog weer later "Scherne" of "Schirn". Waar zich thans de Schirn Kunsthalle bevindt, lag tot de vernietiging in de Tweede Wereldoorlog (22 maart 1944) het centrum van de dichtbevolkte Altstadt met onder andere het pittoreske Fünffingerplätzchen en de Bendergasse. Het voetpad ten noorden van de Schirn wordt nog steeds Bendergasse genoemd. Nog midden negentiende eeuw bevonden zich in de nauwe stegen, tussen de huidige Schirn Kunsthalle en de rivier de Main, de marktstallen van het slagersgilde.

## Tentoonstellingen
De Schirn Kunsthalle heeft sinds de opening grote overzichtstentoonstellingen gehouden over kunststromingen, zoals de Wiener jugendstil, het expressionisme, dada en surrealisme. Ook waren er grote exposities over kunstenaars, zoals Wassily Kandinsky, Marc Chagall, Alberto Giacometti, Frida Kahlo, Bill Viola, Arnold Schönberg, Henri Matisse, Julian Schnabel, James Lee Byars, Yves Klein en A.R. Penck. Tot de succesvolste exposities behoren:
- "Wassily Kandinsky – Die erste sowjetische Retrospektive" (1989)
- "Henri Matisse – Mit der Schere zeichnen" (2002)
- "Die nackte Wahrheit – Klimt, Schiele, Kokoschka und andere Skandale" (2005)
- "Picasso und das Theater" (2007).